# Zehneria

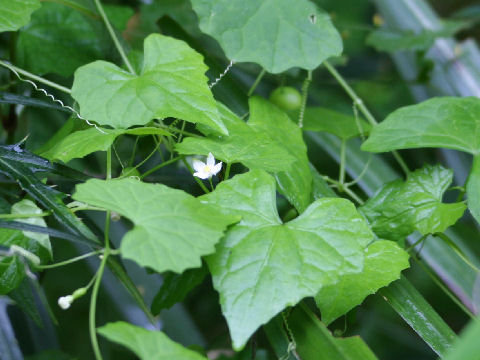
Листя та квітки Zehneria japonica

Zehneria — рід квіткових рослин родини гарбузових. Він містить близько 35 видів, починаючи від Африки, через Південно-Східну Азію до Австралії та Океанії. Назва на честь художника-ботаніка Джозефа Ценера.

## Опис
Види ценерії однодомні або дводомні, однорічні або багаторічні, лазячі ліани. Листки прості, зубчасті й зазвичай пальчасто-лопатеві. Суцвіття ростуть у пазухах, квітки зазвичай скупчені, іноді поодинокі. Плід м'ясистий, зазвичай кулястий або еліпсоїдної форми, не розкривається. Насіння оберненояйцювате, стиснуте, гладке.

## Види
- Zehneria alba Ridl.
- Zehneria baueriana  Endl.
- Zehneria bodinieri  (H. Lév.) W. J. de Wilde & Duyfjes
- Zehneria brevirostris  W. J. de Wilde & Duyfjes
- Zehneria capillacea  (Schumacher & Thonning) Jeffrey
- Zehneria cunninghamii  F.Muell.
- Zehneria ejecta  F. M. Bailey
- Zehneria hermaphrodita  W. J. de Wilde & Duyfjes
- Zehneria indica  (Lour.) Keraudren
- Zehneria japonica  (Thunb.) H. Y. Liu
- Zehneria marginata  (Blume) Keraudren
- Zehneria marlothii  (Cogn.) R. Fern. & A. Fern.
- Zehneria maysorensis  Wight. & Arn.
- Zehneria microsperma  Hook. f.
- Zehneria minutiflora  (Cogn.) C. Jeffrey
- Zehneria mucronata  (Blume) Miq.
- Zehneria repanda  (Blume) Simmons
- Zehneria scabra  (L.f.) Sond.
- Zehneria scabrella  F. Muell.
- Zehneria sphaerosperma  W. J. de Wilde & Duyfjes
- Zehneria tenuispica  W. J. de Wilde & Duyfjes
- Zehneria thwaitesii  (Schweinf.) C. Jeffrey
- Zehneria wallichii  (C. B. Clarke) C. Jeffrey

## Галерея

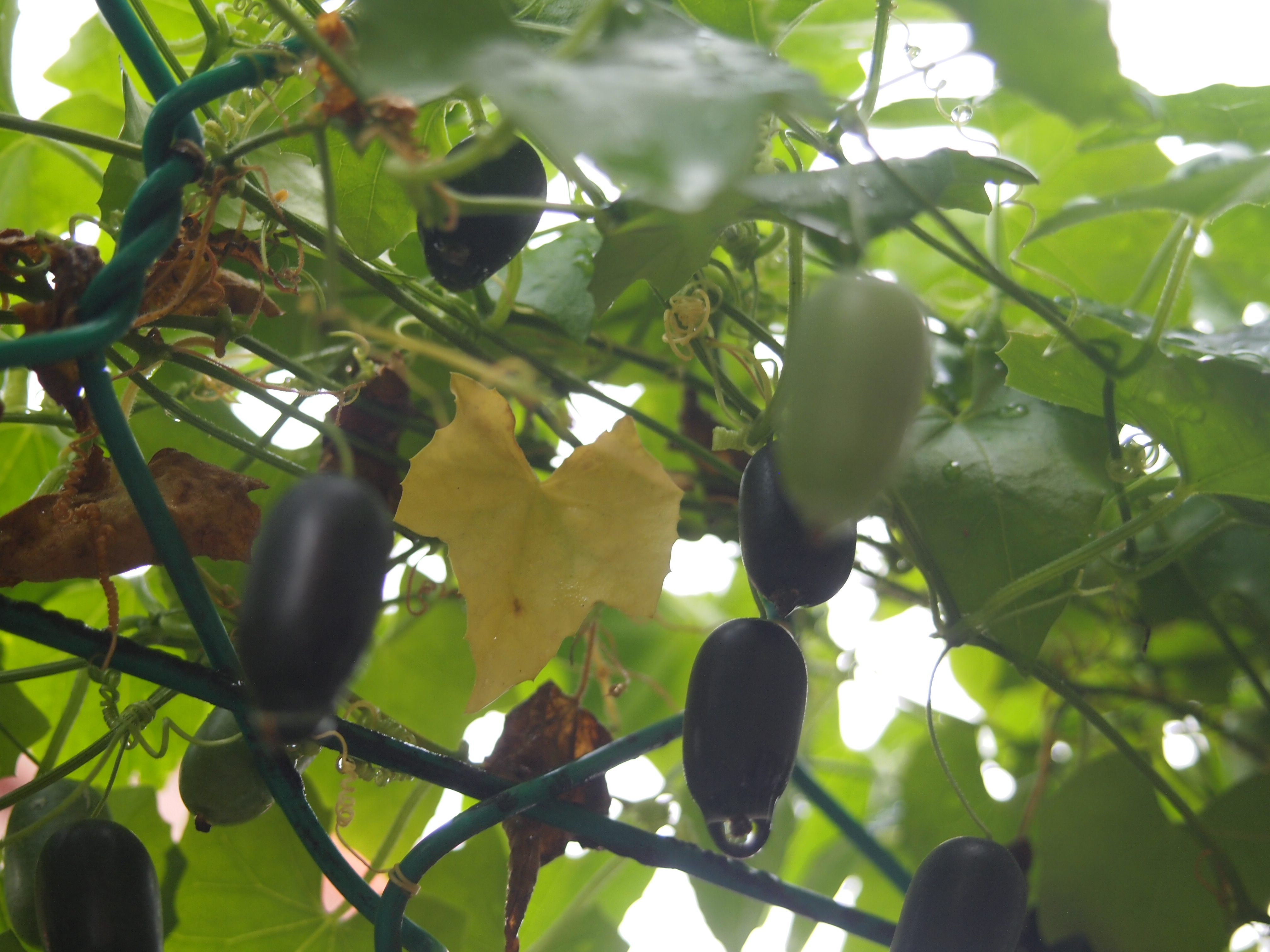
Зехнерія у Малайзії
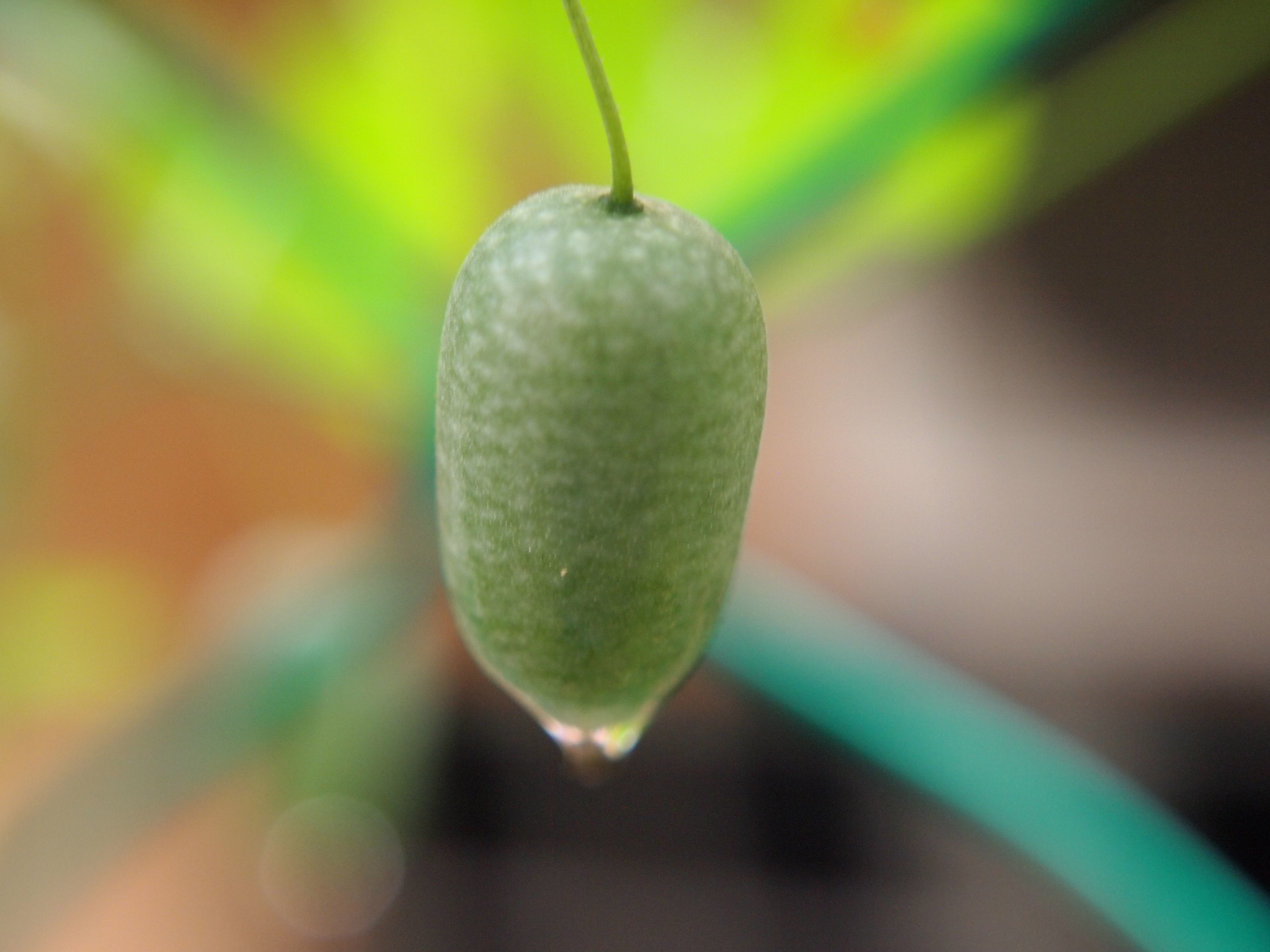
Плоди зенерії великим планом
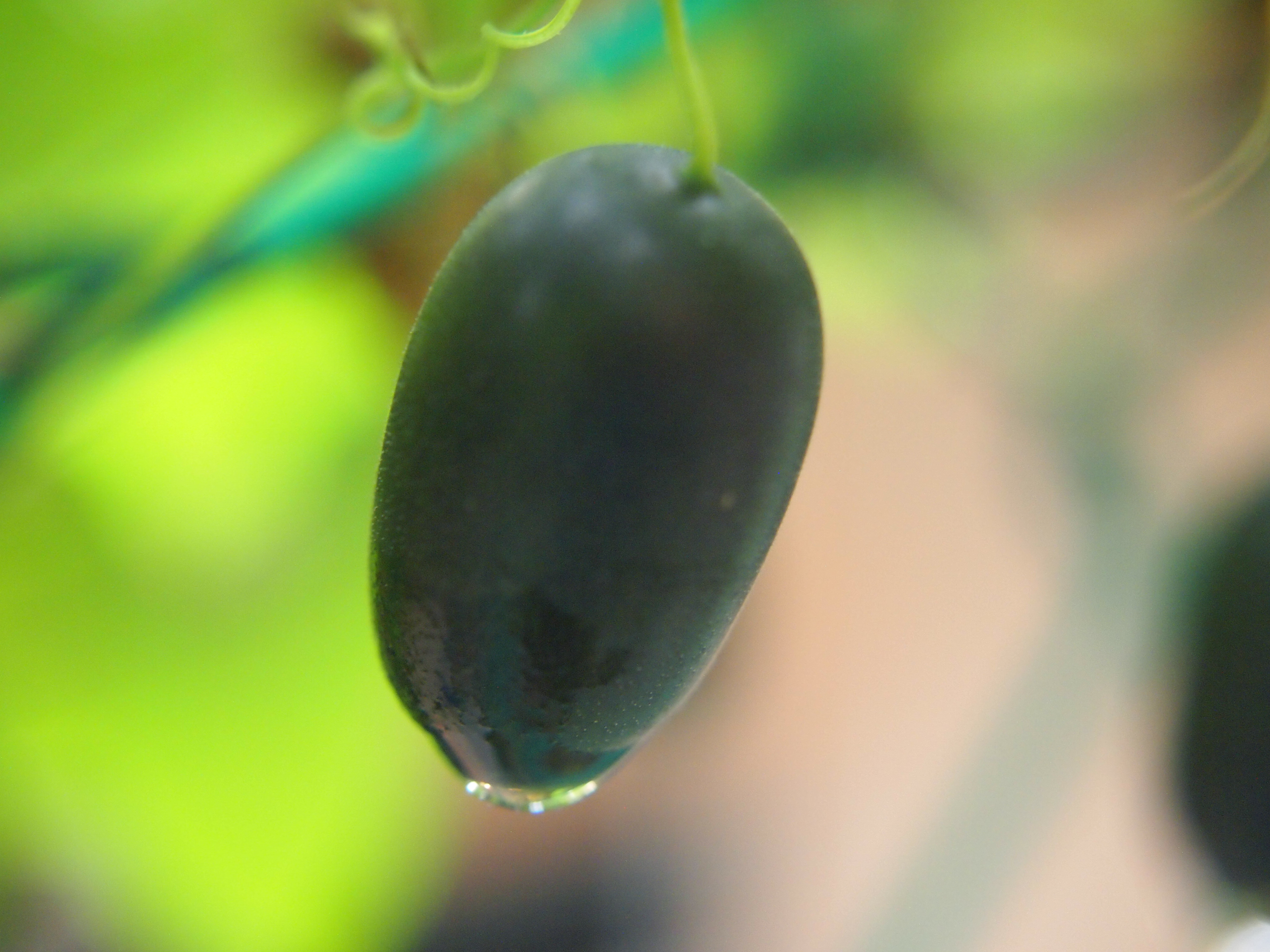
Дозріла зенерія чорного кольору